# Strays – Lebe Dein Leben
Strays – Lebe Dein Leben (Originaltitel: Strays) ist ein US-amerikanisches Filmdrama von und mit Vin Diesel aus dem Jahr 1997. Der Film handelt von einem kleinen Drogendealer, der versucht sein Leben wieder in geordnete Bahnen zu lenken.

## Handlung
Rick und seine Freunde machen den ganzen Tag nichts anderes, als Alkohol und andere Drogen zu konsumieren. Ihr Tageshöhepunkt besteht darin, Frauen abzuschleppen. Um seinen Lebensunterhalt zu bestreiten, dealt Rick gelegentlich mit Marihuana und macht so manches krumme Geschäft. Doch seit einer Weile hegt er Zweifel, ob dies wirklich sein Lebenszweck sein soll. Als er Heather, das hübsche Mädchen von nebenan kennenlernt, sieht er eine Chance, sein Leben grundlegend zu ändern. Die beiden verlieben sich ineinander; jedoch gestaltet sich ihre Beziehung alles andere als einfach. Während Rick nicht ganz aus seiner Rolle als Macho herauskommt, ist Heather eine junge Frau von großer Reinheit, die sich nicht mit dem Schmutz in Ricks Leben identifizieren kann. Diese Probleme führen schließlich zur Trennung der beiden. Das Ende des Films bleibt offen. Jedoch macht Rick endgültig mit seinem Leben als Dealer Schluss und Heather kauft ein Kinderbuch, von dem Rick ihr erzählt hatte.

## Hintergrund
Strays ist Vin Diesels dritter Film. Er wirkte nicht nur als Hauptdarsteller, sondern verfasste auch das Drehbuch, führte Regie und war Produzent dieses Low-Budget-Films (rund 50.000 USD Produktionskosten). Der Film erschien 2008 auf DVD im Deutschen Handel. Die deutsche Erstausstrahlung fand am 9. Oktober 2010 auf ProSieben statt.

## Synchronisation
Die deutschsprachige Synchronisation entstand bei Think Global Media in Berlin. Dialogregie hatte Heinz Burghardt nach einem Dialogbuch von Jörg Hartung.
| Rolle       | Schauspieler     | Synchronsprecher   |
| ----------- | ---------------- | ------------------ |
| Rick        | Vin Diesel       | Marco Kröger       |
| Heather     | Suzanne Lanza    | Sonja Spuhl        |
| Mike        | Mike Epps        | Gerald Schaale     |
| Rodney      | T. K. Kirkland   | Jesco Wirthgen     |
| Keith       | Darnell Williams | Rainer Fritzsche   |
| Danielle    | Mihaela Tudorof  | Christin Marquitan |
| Chris       | Marko Kalfa      | Julius Jellinek    |
| Oberkellner | Gus Theodoro     | Raimund Krone      |